# Álvaro Marinho
Álvaro Marinho (Lisboa, 15 de Março de 1976) é um velejador português na classe de 470, tendo representado Portugal nos Jogos Olímpicos de Sydney 2000, Atenas 2004 e Pequim 2008.
Após vários anos a representar o Clube de Vela do Barreiro, na vela ligeira, em 2008 lançou um projecto de match-racing para participar na ISAF Nations Cup, o Campeonato da Europa de "match-racing", a Bermuda Gold Cup e no Campeonato Nacional (Portugal) da classe.